# NGC 4709
NGC 4709 est une (très ?) vaste galaxie elliptique située dans la constellation du Centaure. Sa vitesse par rapport au fond diffus cosmologique est de 4 959 ± 20 km/s, ce qui correspond à une distance de Hubble de 73,1 ± 5,1 Mpc (∼238 millions d'al). NGC 4709 a été découverte par l'astronome écossais James Dunlop en 1826.
À ce jour, 18 mesures non basées sur le décalage vers le rouge (redshift) donnent une distance de 40,478 ± 8,278 Mpc (∼132 millions d'al), ce qui est loin à l'extérieur des valeurs de la distance de Hubble. Notons cependant que c'est avec la valeur moyenne des mesures indépendantes, lorsqu'elles existent, que la base de données NASA/IPAC calcule le diamètre d'une galaxie et qu'en conséquence le diamètre de NGC 4709 pourrait être d'environ 110 kpc (∼359 000 al) si on utilisait la distance de Hubble pour le calculer.

## Groupe de NGC 4709
NGC 4709 est la galaxie la plus brillante d'un groupe de galaxies qui porte son nom. Le groupe de NGC 4709 compte au moins 42 galaxies dont NGC 4616, NGC 4622B (=PGC 42852), NGC 4622 et NGC 4679
Le groupe de NGC 4709 fait partie de l'amas du Centaure.